# Tour des Apennins 2018
La 79e édition du Tour des Apennins a lieu le 22 avril 2018. Elle fait partie du calendrier UCI Europe Tour 2018 en catégorie 1.1. C'est également la cinquième épreuve de la Coupe d'Italie de cyclisme sur route 2018. 

## Présentation

### Équipes
| Équipes continentales professionnelles (8)- Androni Giocattoli-Sidermec - Bardiani CSF - Nippo-Vini Fantini-Europa Ovini - Wilier Triestina-Selle Italia - CCC Sprandi Polkowice - Delko-Marseille Provence-KTM - Euskadi Basque Country-Murias - Gazprom-RusVelo Équipes continentales (12)- Biesse Carrera Gavardo - D'Amico-Utensilnord - Dimension Data-Qhubeka - Sangemini-MG.Kvis - Amore & Vita-Prodir - Sovac-Natura4Ever - Felbermayr Simplon Wels - Vorarlberg-Santic - Team Sauerland NRW p/b SKS GERMANY - Astana City - MsTina-Focus - Project Nice Cote d’Azur Équipe nationale- Italie |
| |

## Classements

### Classement final
| \| Classement général \| Classement général \| Classement général \| Classement général \| Classement général \| \| Coureur \| Coureur \| Pays \| Équipe \| Temps \| \| ------------------ \| ------------------ \| ------------------ \| ------------------------------- \| ------------------ \| \| 1er \| Giulio Ciccone \| Italie \| Bardiani CSF \| 4 h 52 min 54 s \| \| 2e \| Amaro Antunes \| Portugal \| CCC Sprandi Polkowice \| + 0 s \| \| 3e \| Fausto Masnada \| Italie \| Androni Giocattoli-Sidermec \| + 0 s \| \| 4e \| Francesco Gavazzi \| Italie \| Androni Giocattoli-Sidermec \| + 2 min 06 s \| \| 5e \| Davide Ballerini \| Italie \| Androni Giocattoli-Sidermec \| + 2 min 06 s \| \| 6e \| Marco Canola \| Italie \| Nippo-Vini Fantini-Europa Ovini \| + 2 min 06 s \| \| 7e \| Paolo Totò \| Italie \| Sangemini-MG.Kvis-Vega \| + 2 min 06 s \| \| 8e \| Simone Andreetta \| Italie \| Bardiani CSF \| + 2 min 06 s \| \| 9e \| Alex Turrin \| Italie \| Wilier Triestina-Selle Italia \| + 2 min 06 s \| \| 10e \| Roland Thalmann \| Suisse \| Team Vorarlberg-Santic \| + 2 min 06 s \| |                   |          |                                 |                 |
| |                   |          |                                 |                 |
| Source : ProCyclingStats |                   |          |                                 |                 |
| Classement général |                   |          |                                 |                 |
| Coureur | Coureur           | Pays     | Équipe                          | Temps           |
| 1er | Giulio Ciccone    | Italie   | Bardiani CSF                    | 4 h 52 min 54 s |
| 2e | Amaro Antunes     | Portugal | CCC Sprandi Polkowice           | + 0 s           |
| 3e | Fausto Masnada    | Italie   | Androni Giocattoli-Sidermec     | + 0 s           |
| 4e | Francesco Gavazzi | Italie   | Androni Giocattoli-Sidermec     | + 2 min 06 s    |
| 5e | Davide Ballerini  | Italie   | Androni Giocattoli-Sidermec     | + 2 min 06 s    |
| 6e | Marco Canola      | Italie   | Nippo-Vini Fantini-Europa Ovini | + 2 min 06 s    |
| 7e | Paolo Totò        | Italie   | Sangemini-MG.Kvis-Vega          | + 2 min 06 s    |
| 8e | Simone Andreetta  | Italie   | Bardiani CSF                    | + 2 min 06 s    |
| 9e | Alex Turrin       | Italie   | Wilier Triestina-Selle Italia   | + 2 min 06 s    |
| 10e | Roland Thalmann   | Suisse   | Team Vorarlberg-Santic          | + 2 min 06 s    |